# Emir José Castillo Zárate
Elias (imię świeckie Emir José Castillo Zárate, ur. 1960) – kolumbijski duchowny rzymskokatolicki, od 2012 major-przełożony generalny Kongregacji Eremitów Kamedułów Góry Koronnej.

## Życiorys
Święcenia kapłańskie przyjął w 2002. We wrześniu 2012 został wybrany na generała zakonu major-przełożony generalny Kongregacji Eremitów Kamedułów Góry Koronnej.